# Lista najwyższych budynków w Baltimore
Baltimore – miasto na wschodnim wybrzeżu USA. W mieście tym znajduje się 20 budynków przekraczających 100 metrów wysokości. Liczba ta wynosiła by 21 gdyby nie wyburzenie Tower Building. W trakcie budowy są dwa nowe budynki nieprzekraczające 150 metrów. 

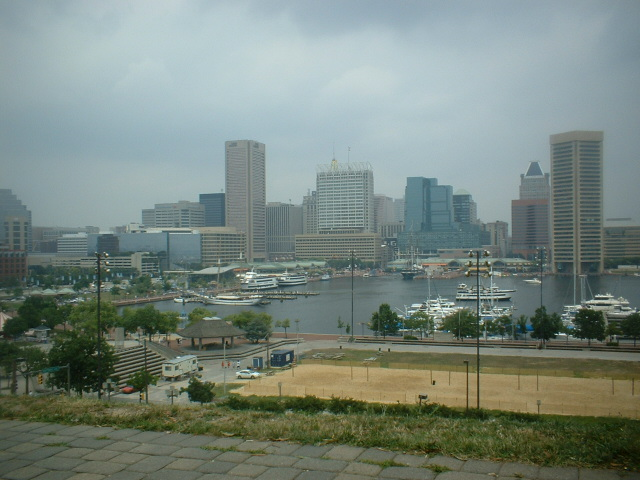
Centrum Baltimore

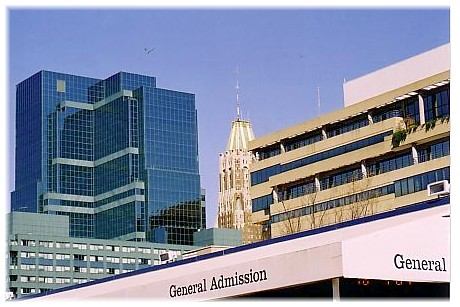
Baltimore Marriott Waterfront Hotel (z lewej)

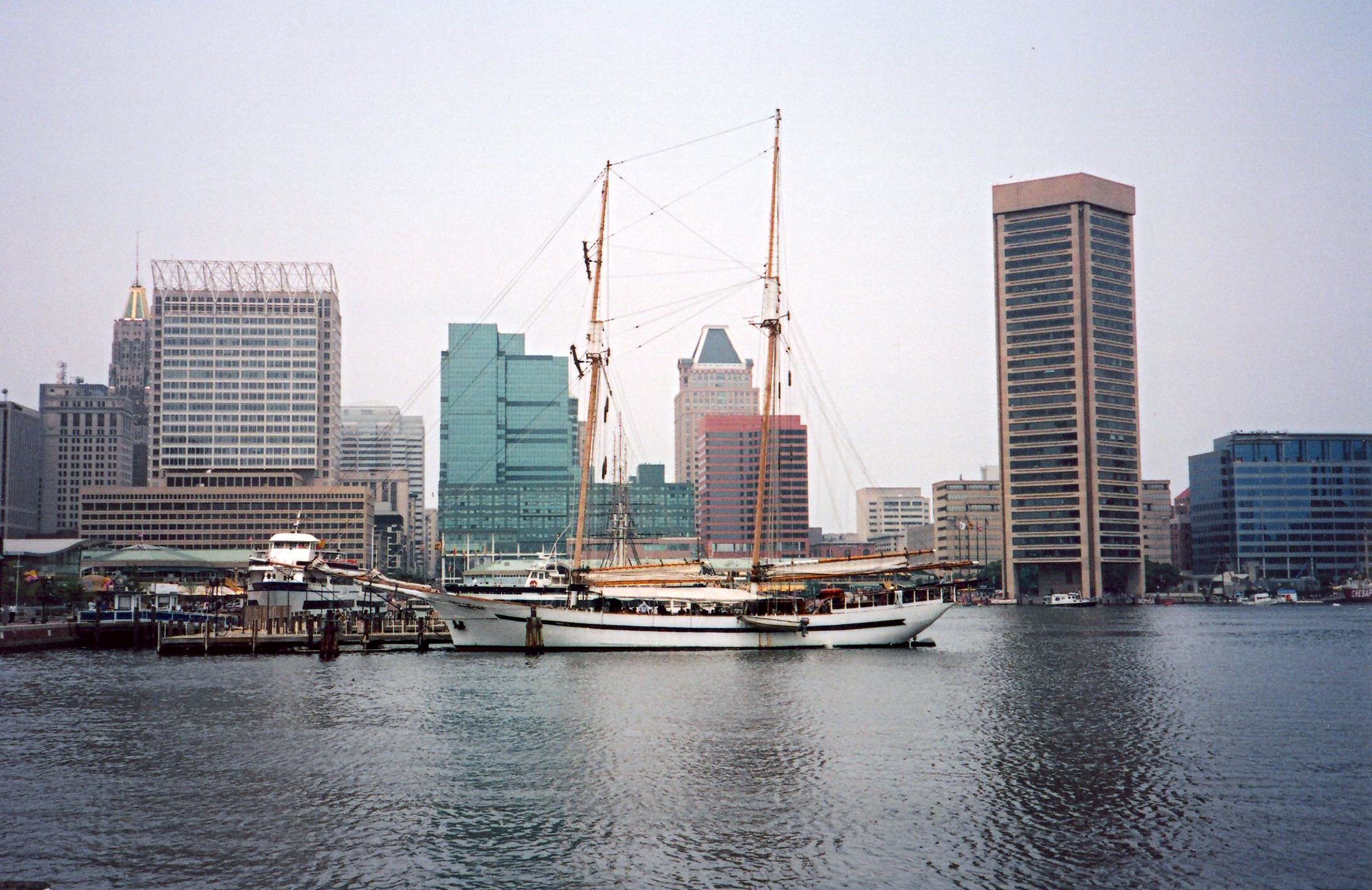
Najwyższy z prawej Legg Mason Building

## 10 najwyższych
| ranking | budynek                             | wysokość strukturalna | liczba pięter | rok budowy |
| 1.      | Legg Mason Building                 | 161,0 m               | 40            | 1973       |
| 2.      | Bank of America Building            | 155,1 m               | 37            | 1924       |
| 3.      | William Donald Schaefer Tower       | 150,3 m               | 37            | 1992       |
| 4.      | Commerce Place                      | 138,4 m               | 31            | 1992       |
| 5.      | Baltimore Marriott Waterfront Hotel | 131,1 m               | 32            | 2001       |
| 6.      | 100 East Pratt Street               | 127,5 m               | 28            | 1992       |
| 7.      | World Trade Center                  | 123,5 m               | 32            | 1977       |
| 8.      | Tremont Plaza Hotel                 | 120,0 m               | 37            | 1967       |
| 9.      | Charles Towers South Apartments     | 117,3 m               | 30            | 1969       |
| 10.     | The Gallery at Harborplace          | 111,0 m               | 28            | 1988       |

## Budynki wyburzone
| ranking | budynek        | wysokość strukturalna | liczba pięter | rok wyburzenia |
| 1.      | Tower Building | 100,6 m               | 16            | 1912           |